# Luigi Acquarone
Luigi Acquarone (1800 – 1896) è stato un pittore italiano.

## Biografia e opere

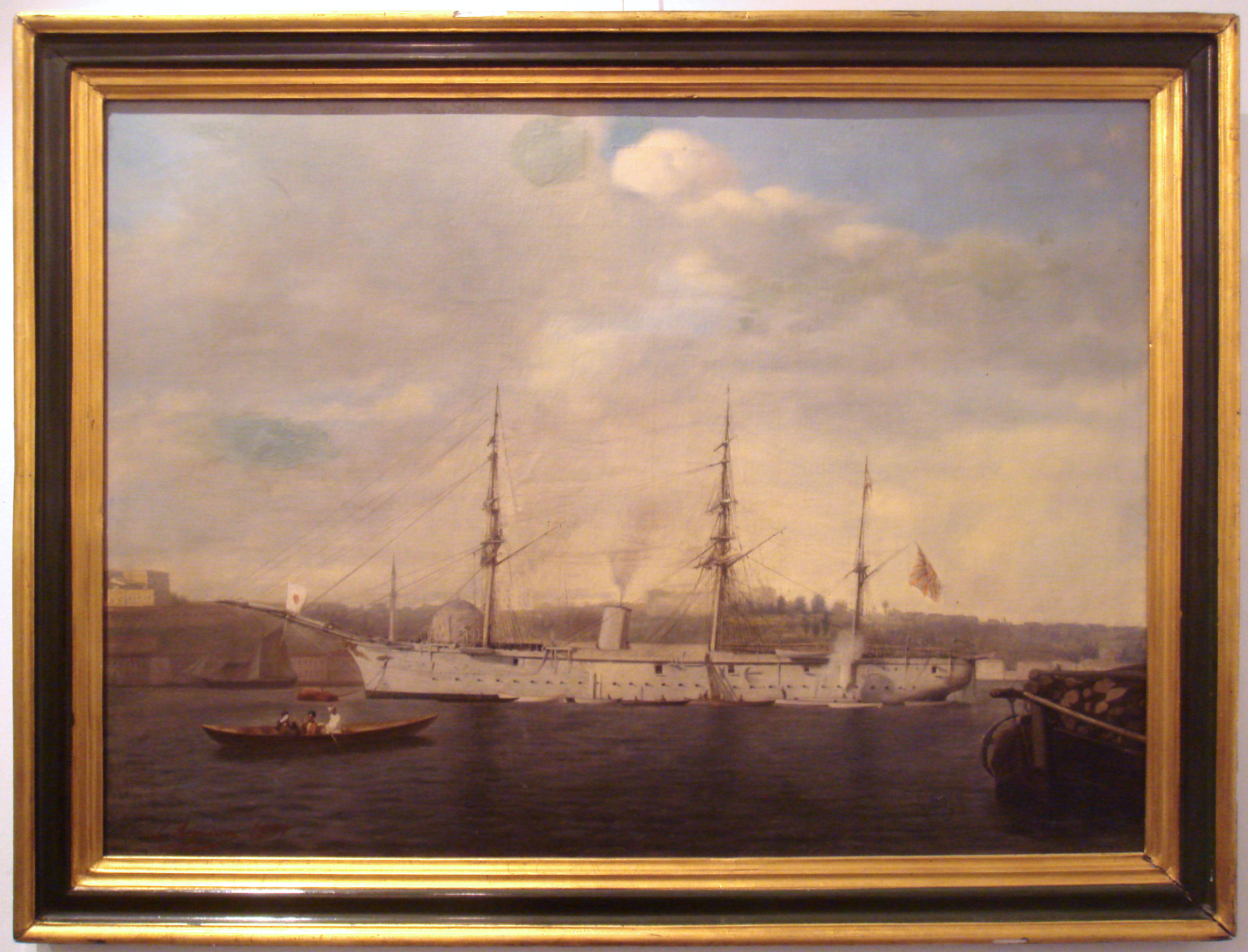
La nave giapponese Kongo a Istanbul, 1891 (Istanbul, Museo navale)

Non si hanno particolari indicazioni biografiche; fu pittore prevalentemente paesaggista e ritrattista. Un suo Ritratto di Horatio Nelson, derivato da un dipinto di Leonardo Guzzardi del 1799, è conservato nella National Portrait Gallery di Londra; Una partita di Jereed a Kağıthane, è conservato al Museo di Pera; La nave giapponese Kongo a Istanbul è conservato nel Museo navale di Istanbul.